# Macaca thibetana
Macaca thibetana (макак тибетський) — вид приматів із роду Макака (Macaca) родини Мавпові (Cercopithecidae).

## Опис
Довжина голови і тіла самців: 61–71 см, самиць: 51–63 см; довжина хвоста самців: 8–14 см, самиць: 4–8 см; вага самців: 14–17,5 кг (у виключних випадках до понад 30 кг), самиць: 9–13 кг. Це великий примат із коротким хвостом. Шерсть коричнева на спині й від вершково-бурого до сірого кольору на нижніх частинах тіла, з видною, блідо-буруватою бородою і щоками, що обрамляють голе лице. Голі шкіра обличчя блідо-рожева у самців, і більш яскрава, червонувато-рожева у самиць, особливо довкола очей. Довга, товста, щільна шерсть допомагає впоратися з холодним середовищем на великих висотах. Як і в інших макак, защічні мішки використовуються для перевезення їжі.

## Поширення
Мешкає в східно-центральній частині Китаю (Аньхой, Фуцзянь, на півдні Ганьсу, Гуандун, Гуансі, Гуйчжоу, Цзянси, Шеньсі, на півночі провінції Сичуань, Тибет, Північна Юньнань і Чжецзян) головним чином у широколистяних вічнозелених лісах, як первинних, так і вторинних, а також субтропічних і листяних лісах на висотах від 1000 до 2500 м.

## Поведінка
В основному наземний та денний вид, і воліє спати в печерах. Плодоїдний, але також споживає квіти, ягоди, насіння, листя, стебла і безхребетних. Самиці залишаються в групі, де вони народилися, але самці розходяться незабаром після досягнення зрілості (близько 8 років). Суспільство є ієрархічним, де особини з більш високим статусом мають кращий доступ до ресурсів, а саме харчів і сексуально-сприйнятливих самиць.
Самиці вперше народжують у близько 5 років. Єдине маля народжується після вагітності в 6 місяців, при цьому більшість немовлят народжується в січні й лютому.

## Загрози та охорона
Було серйозним збезлісення, але недавні заходи, схоже, стабілізували ситуацію, і майбутнє зниження чисельності виду, ймовірно, не настільки серйозне, як у минулому. Повідомляється, що вид перебуває в не менш як 60 заповідниках.